# Trudoliubivka, Novoukraiinka
Trudoliubivka (în ucraineană Трудолюбівка) este un sat în comuna Kropîvnîțke din raionul Novoukraiinka, regiunea Kirovohrad, Ucraina.

## Demografie
Componența lingvistică a localității Trudoliubivka
     Ucraineană (94,02%)
     Română (5,98%)
Conform recensământului din 2001, majoritatea populației localității Trudoliubivka era vorbitoare de ucraineană (94,02%), existând în minoritate și vorbitori de română (5,98%).